# Vejprnice
Vejprnice (en allemand : Weipernitz) est une commune du district de Plzeň-Nord, dans la région de Plzeň, en République tchèque. Sa population s'élevait à 4 424 habitants en 2022.

## Géographie
Vejprnice se trouve à 8 km à l'ouest du centre de Plzeň et à 92 km au sud-ouest de Prague.
La commune est limitée par Vochov au nord, par Plzeň à l'est, par Líně au sud et par Tlučná à l'ouest.

## Histoire
La première mention écrite de la localité date de 993.

## Personnalités
- Jakub Husník (1837-1916), peintre et inventeur d'une méthode en photolithographie

## Transports
Par la route, Vejprnice se trouve à 8 km de Plzeň et à 109 km de Prague. 